# NGC 4176
NGC 4176 este o galaxie spirală situată în constelația Fecioara. A fost descoperită în 1886 de către Francis Leavenworth.